# Cool Hand Lōc
Albums de Tone-Lōc
Lōc-ed After Dark
(1989)
Singles
1. All Through the Night
Sortie : 29 octobre 1991

Cool Hand Lōc est le deuxième album studio de Tone-Lōc, sorti le 19 novembre 1991.
L'album s'est classé 46e au Top R&B/Hip-Hop Albums.

## Liste des titres
| No  | Titre                                                         | Contient un (des) sample(s) de | Durée |
| --- | ------------------------------------------------------------- | --- | ----- |
| 1.  | Funky Westside (featuring Kenyatta)                           | Funky Kingston de Toots & the Maytals Sing a Simple Song de Sly & the Family Stone | 4:51  |
| 2.  | Pimp Without a Caddy                                          | | 5:09  |
| 3.  | I Adore You (featuring Val Young)                             | | 4:21  |
| 4.  | All Through the Night (featuring El Debarge)                  | Thoughts of Old Flames de Pleasure | 4:54  |
| 5.  | Fatal Attraction (featuring Jasmine Vega et Leslie McCracken) | Jamie's Cryin' de Van Halen Hot 'N' Nasty de Humble Pie Hot Pants (Bonus Beats) de Bobby Byrd Push It de Salt-N-Pepa I'm Not Going to Be Ignored (extrait du film Liaison fatale) Mary, Mary de Run–D.M.C. Get Off Your Ass and Jam de Funkadelic | 4:02  |
| 6.  | I Joke But I Don't Play                                       | Digging Deeper de l'Average White Band Fresh From the Can de Rare Earth Thank You (Falettinme Be Mice Elf Agin) de Sly & the Family Stone | 4:27  |
| 7.  | Freaky Behavior (featuring Kenyatta)                          | Give It Up or Turnit a Loose (Remix) de James Brown | 4:40  |
| 8.  | Mean Green (featuring Donna Simon)                            | Reach for It de George Duke | 5:24  |
| 9.  | Why                                                           | Sustah Sustah d'Ahmad Jamal | 4:58  |
| 10. | Hip Hop It Is Kinda Different (featuring MC Wink Dog)         | Apache de l'Incredible Bongo Band Kool Is Back de Funk, Inc. Funky President (People It's Bad) de James Brown | 5:01  |
| 11. | Funky Westside Reprise (featuring Kenyatta)                   | | 2:30  |